# Spilosoma sanguinalis
Spilosoma sanguinalis är en fjärilsart som beskrevs av Moore 1865. Spilosoma sanguinalis ingår i släktet Spilosoma och familjen björnspinnare. Inga underarter finns listade i Catalogue of Life.